# Ślepotka (dopływ Kłodnicy)
Ślepotka, w powszechnym użyciu także nazwa Ślepiotka – potok w południowej Polsce, w województwie śląskim, lewobrzeżny dopływ Kłodnicy. Bierze swój początek w Katowicach, w lesie na granicy Ochojca i Murcek, po wschodniej stronie zlikwidowanej stacji kolejowej Katowice Murcki, na wysokości ok. 315–320 m n.p.m. Nazwa prawdopodobnie pochodzi od ślepicy – larw minogów, które niegdyś zamieszkiwały potok.
Płynie przez Ochojec (w tym przez rezerwat przyrody Ochojec), Ligotę oraz Panewniki. W zachodniej części Panewnik, tuż przy granicy z dzielnicą Rudy Śląskiej – Kochłowicami, na wysokości 251 m n.p.m. wpada do Kłodnicy. Długość Ślepotki wynosi 8 km, powierzchnia dorzecza wynosi 14 km².
Jeszcze na początku XX wieku nad Ślepotką działały młyny wodne. W sumie na rzece o ośmiokilometrowej długości działały 3 takie młyny. Dziś po ostatnim – młynie Kluczków – pozostały jedynie ruiny.
W latach 60. i 80. XX wieku potok uregulowano, wykładając koryto betonowymi płytami. Tłumaczono to koniecznością zapobieżenia powodziom. W efekcie zdewastowano naturalne koryto, które w kilku miejscach przesunięto o kilkanaście metrów.

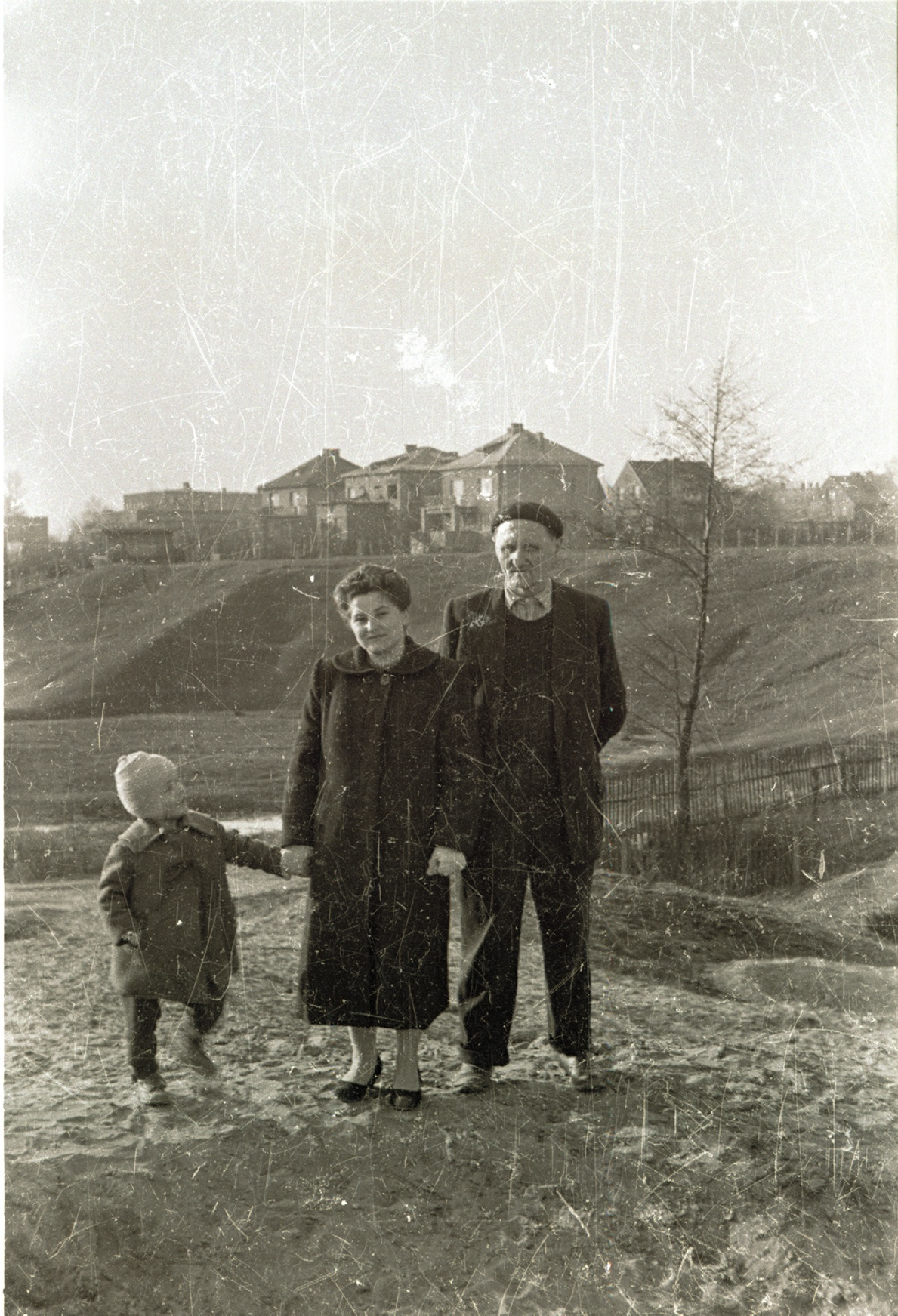
Widok doliny Ślepotki we wczesnych latach 60.

Potok został silnie zanieczyszczony przez ścieki, nielegalnie spuszczane przez mieszkańców okolicznych dzielnic, a także przez substancje ropopochodne, które spływały z ulic biegnących nad Ślepotką. Z tych powodów w potoku nie ma innych mieszkańców poza pijawkami, skąposzczetami i żabami. Obecnie sytuacja poprawia się, dzięki rozbudowie sieci kanalizacyjnej w Katowicach.
Mimo to w górnym biegu potoku i w pobliżu jego ujścia można zaobserwować bogate formy roślinne, m.in. łęgi, lasy olsowe i torfowiska. W dolinie Ślepotki można napotkać szereg chronionych gatunków roślin i zwierząt.
Najcenniejsze przyrodniczo są endemiczne stanowiska liczydła górskiego – typowo górskiej rośliny, która dzięki specyficznemu mikroklimatowi doliny przetrwała w jej górnej części. W lesie między Ochojcem a Murckami, gdzie obok liczydła i innych roślin górskich występuje także chroniona ciemiężyca zielona czy kruszyna pospolita utworzono w 1982 r. rezerwat przyrody Ochojec.

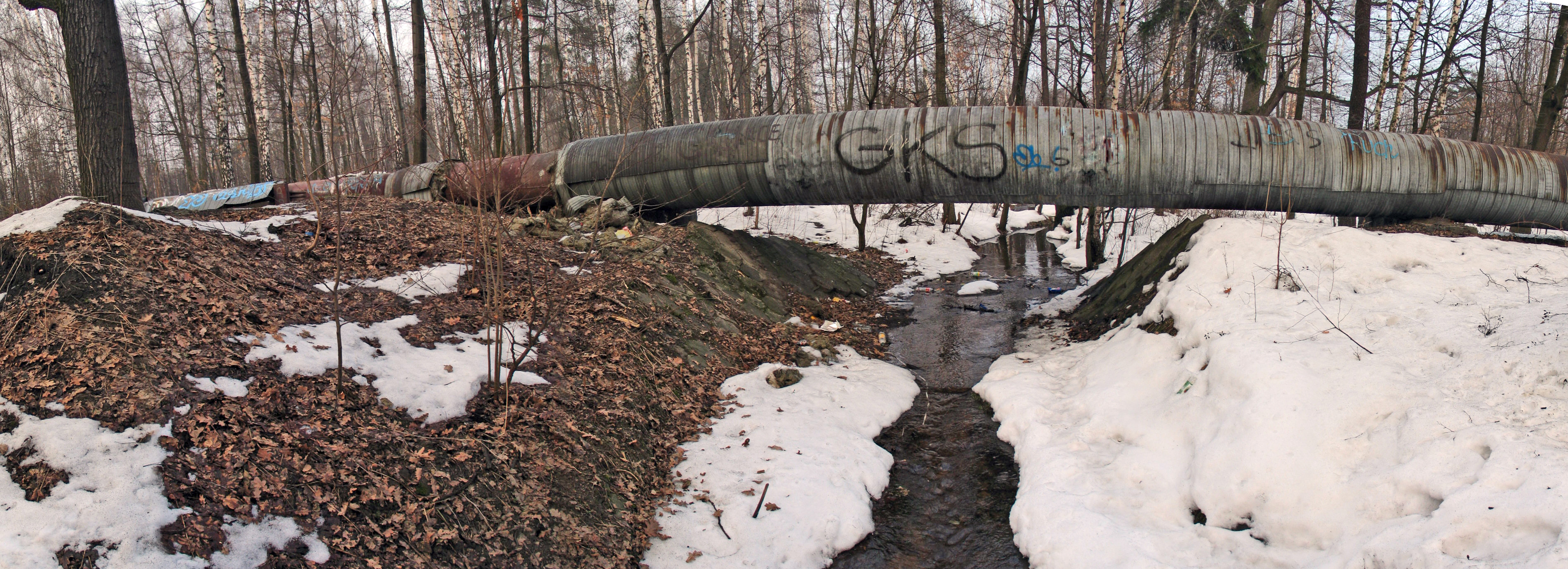
Koryto Ślepotki w pobliżu źródła w lesie w Ochojcu

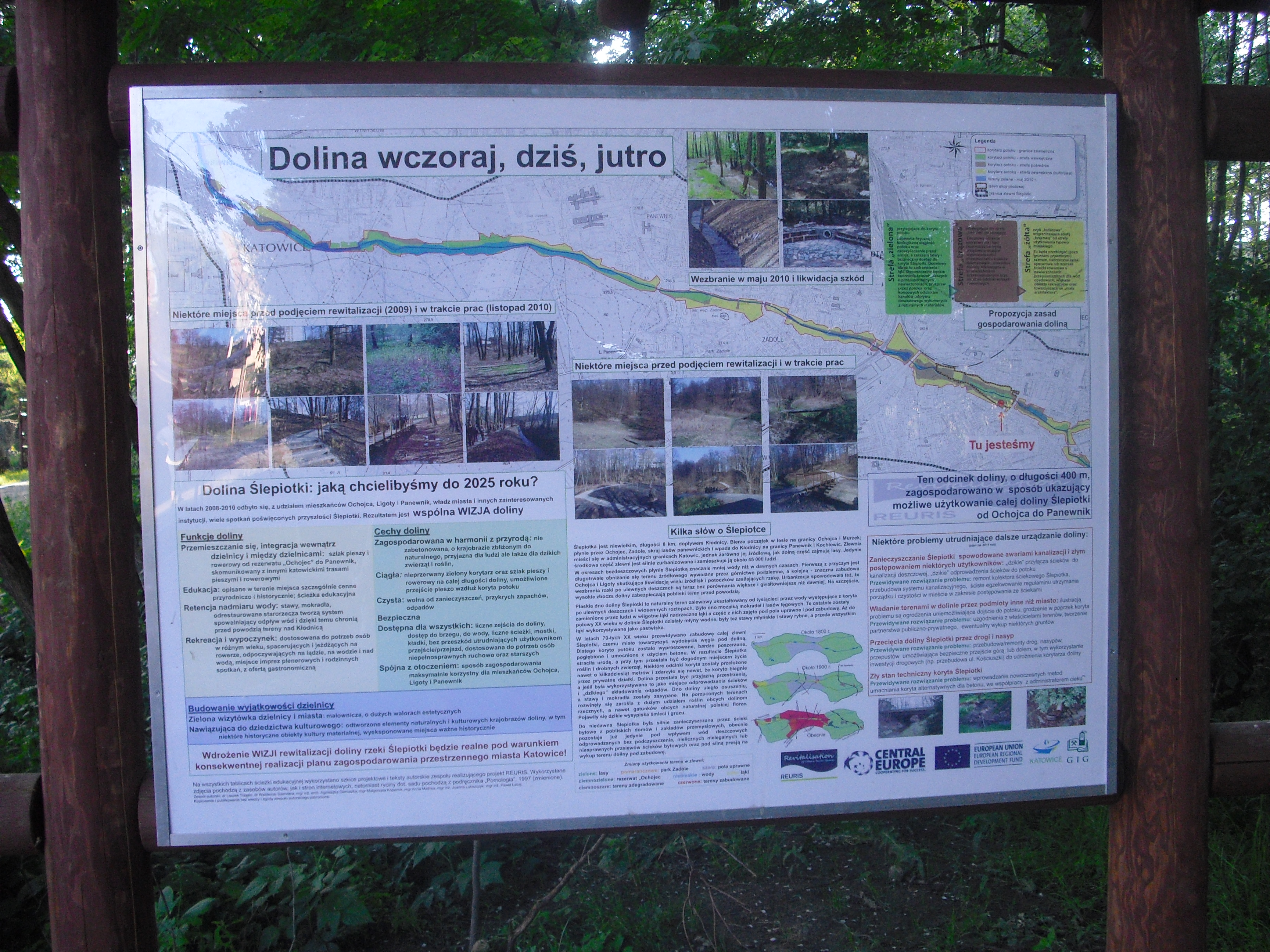
„Rewitalizacja Doliny Ślepiotki” – tablica informacyjna

Według planów władz Katowic Ślepotka ma być ciągle rewitalizowana, odtwarzane mają być jej meandry i starorzecza, mają też powstać kaskady, co pozwoli w przyszłości na nowo zarybić Ślepotkę. W roku 2010, w ramach realizowanego ze środków UE projektu REURIS, zrewitalizowano fragment Ślepotki w dzielnicy Ochojec w rejonie ulicy gen. Zygmunta Waltera-Jankego.
Głównym problemem jest w tej chwili błyskawiczna ekspansja niecierpka balsamicznego, zawleczonej z Azji rośliny (uprawianej w Polsce jako ozdobny kwiat rabatowy), który rozprzestrzenia się wzdłuż koryta potoku i zagłusza rosnące tam rośliny.